# Timothy Shuttleworth
Timothy Shuttleworth –conocido como Tim Shuttleworth– (Londres, 24 de abril de 1997) es un deportista británico que compite en natación, en la modalidad de aguas abiertas. Ganó una medalla de bronce en el Campeonato Mundial de Natación de 2017, en la prueba de 5 km.

## Palmarés internacional
| Campeonato Mundial | Campeonato Mundial | Campeonato Mundial | Campeonato Mundial |
| Año                | Lugar              | Medalla            | Prueba             |
| ------------------ | ------------------ | ------------------ | ------------------ |
| 2017               | Budapest (Hungría) | Medalla de bronce  | 5 km               |